# La Revilla (San Vicente de la Barquera)
La Revilla es una localidad del municipio de San Vicente de la Barquera (Cantabria, España). Queda a 4 kilómetros al sureste de la capital municipal. En el año 2020 contaba con una población de 309 habitantes (INE), de los que 124 residían en el núcleo urbano y los otros 185, diseminados. El pueblo está situado a una altitud de 25 metros sobre el nivel del mar.[cita requerida] Cerca de este pueblo, en la carretera N-634, se encuentra el llamado "Mirador de la Pita", que permite una vista panorámica de la Ría de San Vicente de la Barquera, la marisma de Rubín y los Picos de Europa al fondo.
Sus fiestas patronales de San Pedro, que se celebran el fin de semana más próximo al 29 de junio, son reconocidas comarcalmente y destacan por sus danzas típicas que acompañan a San Pedro en su procesión, actividades culturales, romerías y verbenas.
En la localidad se encuentra el campo de golf de Santa Marina diseñado por Severiano Ballesteros.